# Stefaniola kugitanica
Stefaniola kugitanica är en tvåvingeart som beskrevs av Fedotova 1993. Stefaniola kugitanica ingår i släktet Stefaniola och familjen gallmyggor.
Artens utbredningsområde är Turkmenistan. Inga underarter finns listade i Catalogue of Life.